# Vemb
Vemb est une petite ville du nord du Jutland occidental de 1245 habitants (en 2024), située dans la paroisse de Vemb. Vemb appartient à la municipalité de Holstebro et est situé dans la région du Jutland central au Danemark. La ville est proche du fjord de Nissum et du fleuve Storå.
Vemb est située sur la ligne de chemin de fer entre Ringkøbing et Holstebro. À deux kilomètres au sud de la ville se trouve Nørre Vosborg, qui est un manoir entouré de remparts en terre. C’est l’un des plus anciens du Danemark et il est mentionné dès 1299.

## Étymologie
Le nom de la ville est connu depuis 1325 et au fil des ans jusqu’en 1844, il est orthographié de huit à neuf façons différentes : en 1325 Weæm, en 1347 Weom, en 1350 Wæm, en 1360 Wæm, en 1500 Wern, en 1553 Weem, en 1561 Vem, en 1599 Wimb, en 1612 Vem Kirke ou Vemb Kirke, en 1844 Vemb.
La première fois qu’il est mentionné, l’endroit s’appelait Weæm. La dernière lettre b apparaît vers l’an 1600, disparaît à nouveau et réapparaît finalement en 1844 sous sa forme orthographique actuelle Vemb. La signification du nom Vemb n’est pas connue ; Peut-être est-il dérivé de « vium » (« nous » dans le sens de « sanctuaire »).

## Histoire
Le bâtiment le plus ancien dans les limites actuelles de la ville est l’église de Vemb, qui n’a subi que quelques modifications depuis sa construction vers 1200.
Juste à l’est de l’église se trouve Den Gamle Skole, aujourd’hui une propriété privée, qui a été la première école de la ville ou de la région. On dit qu’à la fin des années 1800, trois filles se sont présentées le 1er avril à la petite école avec une unique salle de classe. Les trois filles ont toutes atteint l’âge de 100 ans. En 1908, l’école actuelle de Burvej, l’école de Vemb, a été inaugurée, une école complètement différente avec le chauffage central, un gymnase (qui a ensuite été transformé en bibliothèque scolaire) et la salle de menuiserie. L’école de Vemb vient de fêter ses 100 ans, et 1000 anciens élèves sont venus à la fête.
Ce n’est que lorsque Danske Statsbaner a ouvert la ligne de chemin de fer entre Holstebro et Ringkjøbing en 1875 que Vemb en tant que ville a pris son essor. Lorsque la ligne Vemb-Lemvig (VLTJ) est arrivée en 1879, Vemb est soudainement devenue une plaque tournante ferroviaire. C’est ainsi que la construction du Gæstgivergaarden a servi de base à l’urbanisation, après quoi la ville s’est rapidement transformée en une ville autour de sa gare. Au tournant du siècle, la ville était décrite comme suit : « Vem Stationsby avec médecin, artisans, marchands, auberge, chemin de fer et station télégraphique. »
Selon le recensement de 1930, sur les 724 habitants de Vemb, 19 vivaient de l’agriculture, 304 de l’industrie, 141 du commerce, 122 des transports, 15 des activités immatérielles, 60 des travaux ménagers, 60 étaient en faillite et 3 n’avaient pas fourni d’informations.

## Une visite à Vemb

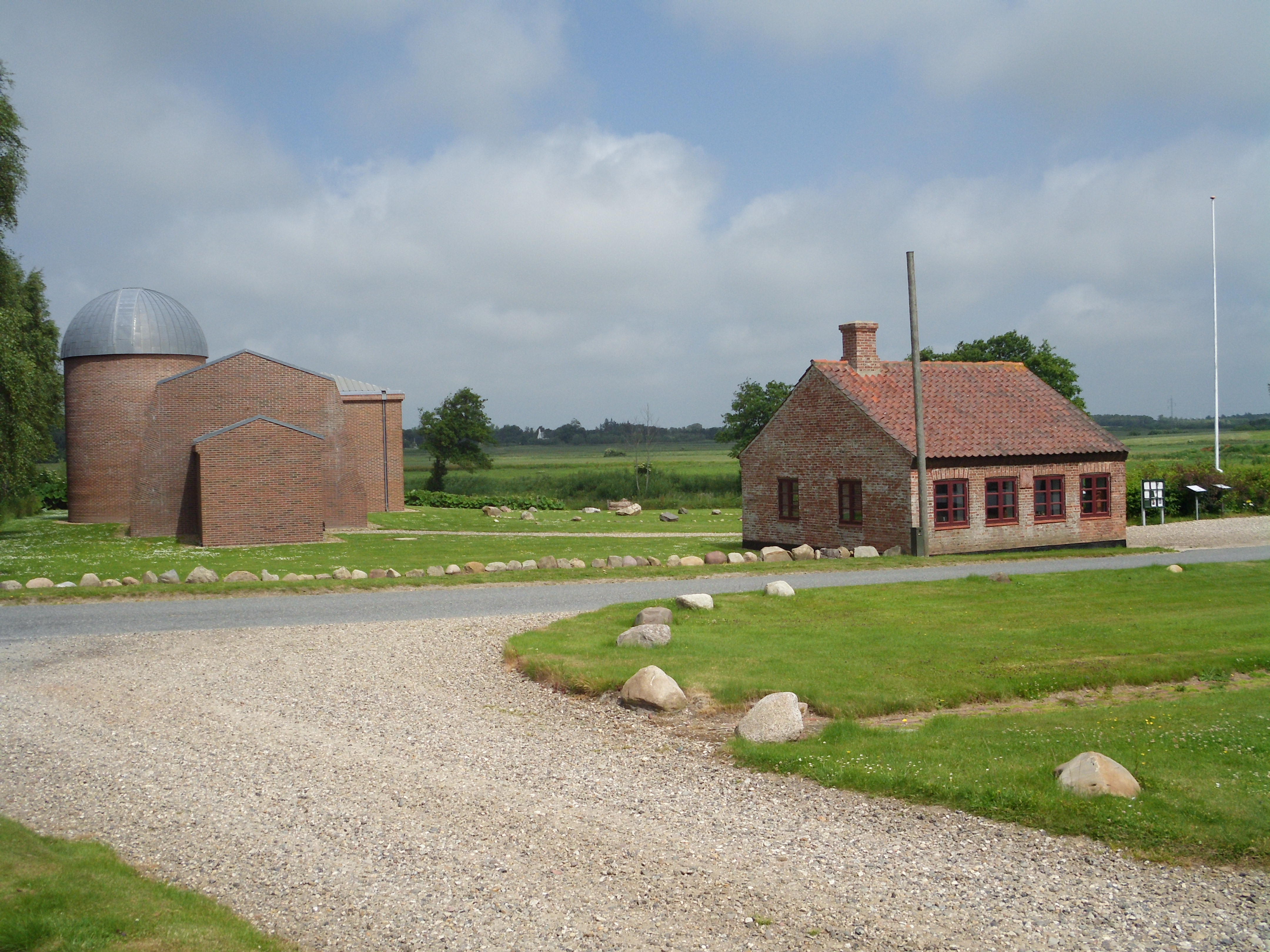
Observatoire et briqueterie dans le moulin de Skærum près de Vemb

Si on arrive dans la ville par le sud, on traverse le fleuve Storå et la première chose qu’on voit sur le côté droit est Mariebjerg, une ancienne ferme que le conseil paroissial a rachetée et a construit sur le site une maison de retraite. Elle ne fonctionne plus en tant que telle. Au lieu de cela, une nouvelle maison de retraite a été construite dans le jardin de l’ancienne auberge « Gæstgivergaarden ».
Si on vient de l’est, on trouve l’église et l’école de Vemb, qui s’est considérablement agrandie depuis 1908. Sur le côté gauche en face de l’école se trouve Vemb anlæg, populaire auprès des citoyens de la ville.
Du nord, on voit une zone industrielle et sur le côté droit une zone résidentielle, où des extensions ont eu lieu au cours des dernières décennies.
Sur la route de l’ouest, qui n’est pas la route d’accès principale, on arrive dans un quartier résidentiel avec des bâtiments bas et des blocs avec des bâtiments à plusieurs étages sur le côté gauche. Sur le côté droit, il y a la centrale de chauffage moderne à copeaux de bois de Vemb.
Dans le centre de Vemb, il y a des magasins d’épicerie, de vêtements, de meubles, de pain, etc. Depuis sa création, la ville a été une ville commerçante importante pour l’arrière-pays et elle continue de se développer avec les changements de propriétaires des magasins et des offres.
Lorsqu’on quitte Vemb vers le sud en passant par le Storå, on peut visiter les sites culturels suivants :
Immédiatement après la rivière, sur le côté gauche, on trouve le moulin de Skærum, autrefois une grande ferme, aujourd’hui le centre de l’extension de l’université danoise, où la science et l’art sont communiqués à toute la communauté, et où on trouve des maisons en pierre et des musées.
Sur le côté droit, un peu plus au sud, on voit l’ancien manoir Nørre Vosborg, un lieu à l’atmosphère historique datant de l’époque de Valdemar. Hans Christian Andersen y était invité (comme dans beaucoup d’autres manoirs), il lisait, racontait des contes de fées et commençait la chanson « Jylland mellem tvende have ».

## Galerie

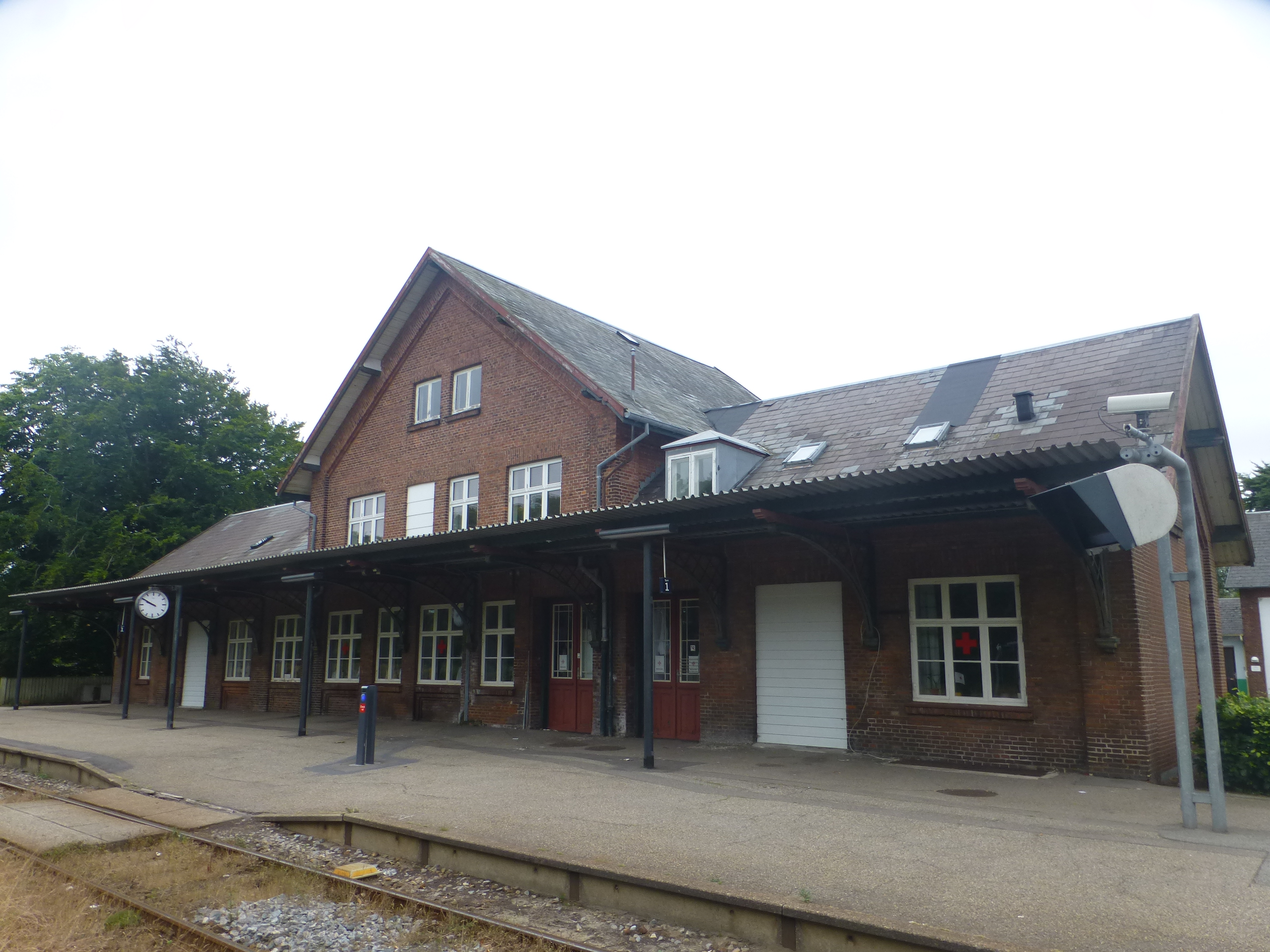
Gare de Vemb
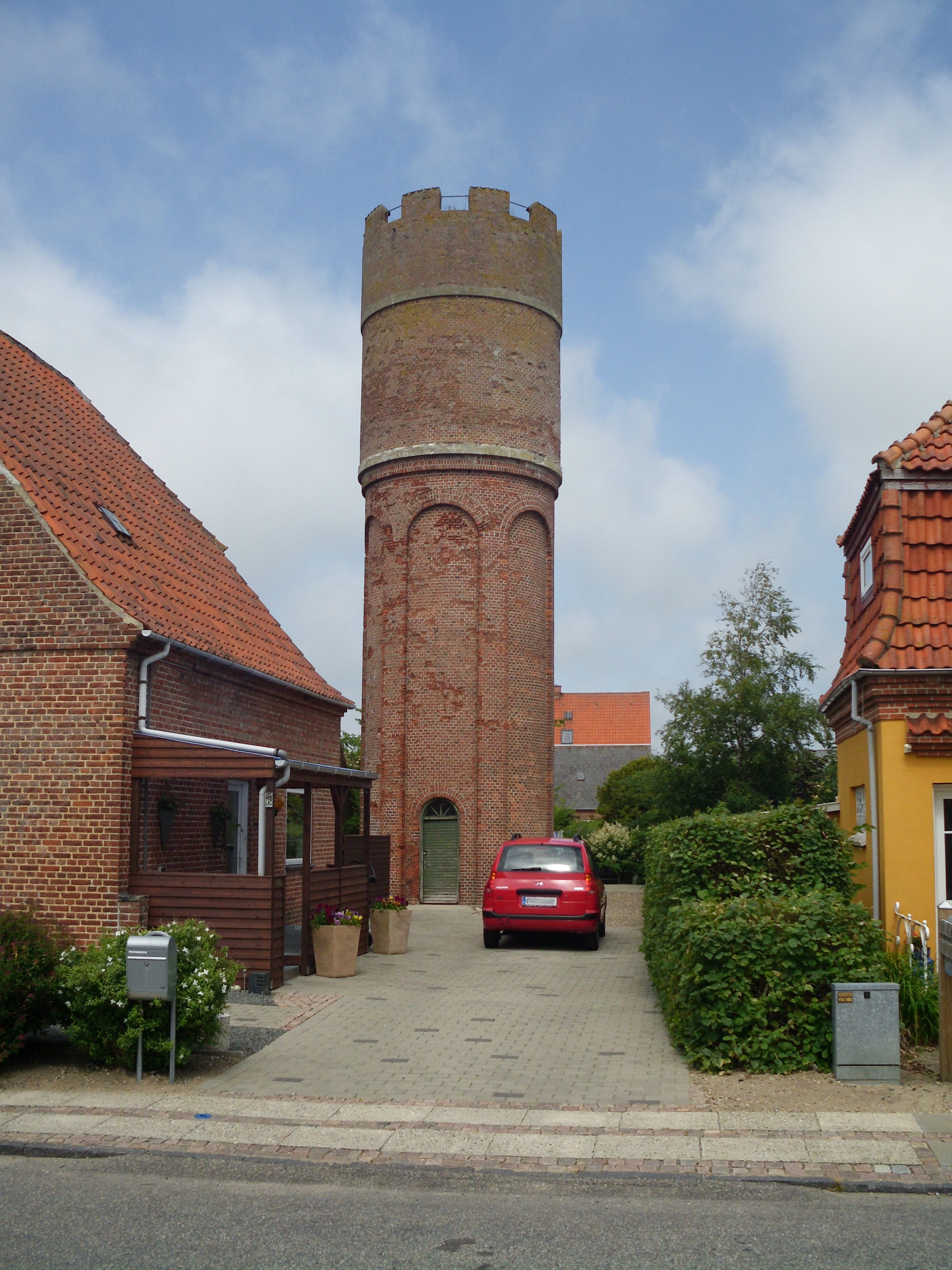
Le château d'eau de Vemb
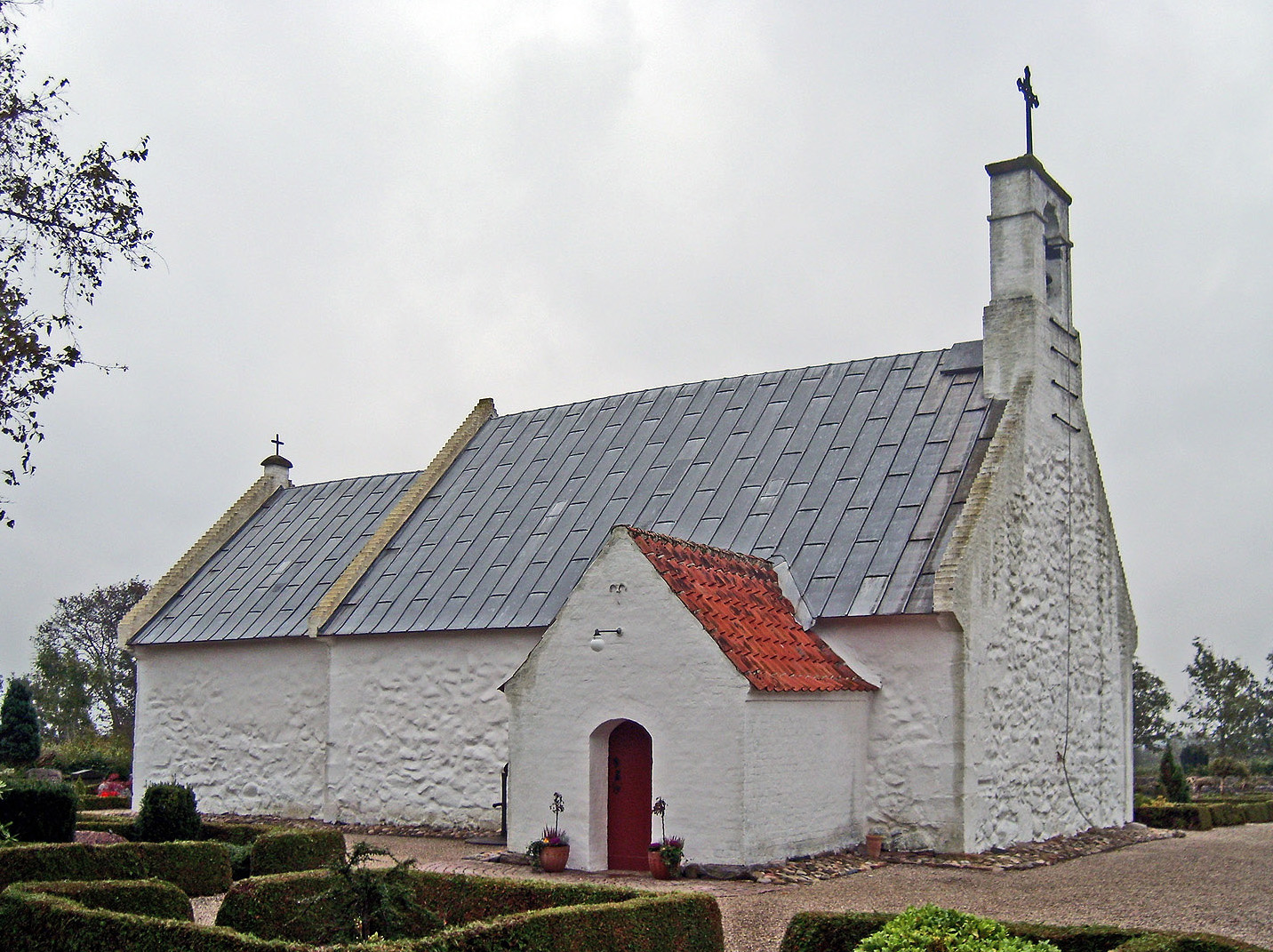
L’église de Vemb vue du nord